# مارک برژینسکی
مارک برژینسکی (انگلیسی: Mark Brzezinski؛ زادهٔ ۷ آوریل ۱۹۶۵) وکیل و دیپلمات اهل ایالات متحده آمریکا است که از ۲۴ نوامبر ۲۰۱۱ تا ۱ ژوئیه ۲۰۱۵ میلادی سفیر ایالات متحده آمریکا در سوئد بود.
وی دومین فرزند زیبیگنیو برژینسکی می‌باشد.